# Alexander Rother
Alexander Rother (* 20. Mai 1993 in Judenburg) ist ein österreichischer Fußballspieler.

## Karriere
Rother begann seine Karriere beim FC Judenburg. 2007 wechselte er in die Jugend des Grazer AK. 2009 kam er in die AKA HIB Liebenau. Im März debütierte er für die erste Mannschaft des GAK in der Regionalliga, als er am 16. Spieltag der Saison 2009/10 gegen den USV Allerheiligen in der Startelf stand und in der 80. Minute durch Simon Kramberger ersetzt wurde.
Zur Saison 2010/11 wechselte er zu den Amateuren des SK Sturm Graz, bei dem er in seiner ersten Saison auch noch in der Akademie eingesetzt wurde. 2013 wurde er an den Zweitligisten TSV Hartberg verliehen.
Sein Debüt in der zweiten Liga gab er im September 2013, als er am elften Spieltag der Saison 2013/14 gegen den SC Austria Lustenau in der 88. Minute für Lukas Ried eingewechselt wurde. Seinen einzigen Treffer für Hartberg erzielte er im Mai 2014 bei einem 2:1-Sieg gegen die Kapfenberger SV.
Zur Saison 2014/15 wechselte er zum Regionalligisten SC Kalsdorf. Nach einem halben Jahr bei Kalsdorf wechselte er im Jänner 2015 ins Burgenland zur viertklassigen SV Oberwart. Mit dem Verein stieg er zu Saisonende in die Regionalliga auf. Rother kam in 13 Spielen für Oberwart zum Einsatz und erzielte dabei vier Tore.
Nach dem Aufstieg kehrte er im Sommer 2015 in die Steiermark zurück und schloss sich dem viertklassigen SV Lebring an. Nach einer Saison bei Lebring wechselte er 2016 zum Ligakonkurrenten USV Mettersdorf. Für Mettersdorf absolvierte in der Saison 2016/17 29 Spiele in der Landesliga und erzielte dabei 25 Tore. Damit war er hinter Marko Guja in jener Saison zweitbester Torschütze der steirischen Landesliga.
Im Jänner 2018 kehrte er zum Ligakonkurrenten GAK zurück. Mit den Grazern stieg er zu Saisonende in die Regionalliga auf. Bis zum Aufstieg kam er in 14 Spielen zum Einsatz und erzielte dabei neun Tore.
Zur Saison 2020/21 wechselte er zum viertklassigen ASK Voitsberg.